# Sławomir Puchała
Sławomir Puchała (ur. 26 lutego 1976 w Kluczborku) – polski muzyk, perkusista. Współpracował z takimi artystami jak: Doda, Ania Dąbrowska, Tatrans, Kapela Pieczarków, Patrycja Markowska, Benedek, Grzegorz Wilk.
Od 2009 roku jest perkusistą u Dody.
W okresie od czerwca do lipca 2006 perkusista zespołu Perfect (na koncertach występował naprzemiennie z Krzysztofem Patockim). Zastępował Piotra Szkudelskiego, który leczył złamaną rękę, którego również zastępował w latach 2020-2021 podczas trasy pożegnalnej Perfectu.